# Finnországi forgalmi rendszámok

Jelenlegi finn forgalmi rendszám.

A finn forgalmi rendszámok általában három betűből és három számból állnak. 1989 óta nem lehet már a rendszámról leolvasni, hogy hova való a gépkocsi, kivéve az Åland szigeteket, mert nekik külön rendszámuk van (lásd alább). 1972/1973-tól 1989-ig az első betű azt jelezte, hol regisztrálták a gépjárművet.

## Története

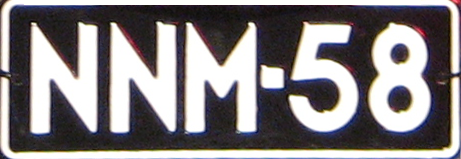
egy régi finn rendszám

- 1917-1922: Minden város különböző rendszámtáblát használt.
- 1922-1929: a rendszám fehér, a megyék vannak rajta jelölve és négy szám.
- 1950: A rendszám két betűt és maximum három számot tartalmaz, fekete alapon fehér jelzéssel.
- 1960: A rendszámoknak fehér széle lesz. A rendszámon három betű és két szám szerepel.
- 1972: Megjelenik a jelenleg használt rendszámok első típusa.
- 1996: A rendszámtábla mérete megváltozott: a régi tábla 123 mm x 397 mm nagy volt.
- 2001: bevezetik az uniós rendszámjelzést

## A jelenlegi rendszámtábla
A jelenleg használt finn rendszámtábla bal oldalán az Európai Unió zászlaja látható, alatta a FIN felirat. Jobb oldalán három betű és három szám, kötőjellel elválasztva. (A svéd és a magyar rendszám is hasonló, de Svédországban nincs kötőjel.) A jelenlegi mérete 118 mm x 442 mm vagy 200 mm x 256 mm.
| FIN | ABC-123 |

## Az ålandi rendszám
- Az ålandi rendszám kék nyomású.
- Mindig ÅL-lal kezdődik.

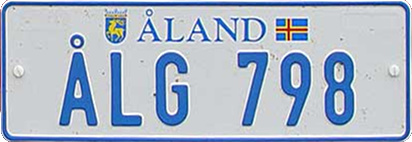
Ålandi rendszám

- Általában 2-3 betűt és 1-3 számot tartalmaz.
- A finn ábécé összes betűjét tartalmazza, beleértve az Å-t, Ä-t és Ö-t is.
- Nem kezdődhet P-vel vagy W-vel, mivel ezek speciális rendszámok (utánfutók) kezdőbetűi.
- A számok nem kezdődhetnek 0-val.